# Chalvraines
Chalvraines és un municipi francès situat al departament de l'Alt Marne i a la regió del Gran Est. L'any 2007 tenia 181 habitants.

## Demografia

### Població
El 2007 la població de fet de Chalvraines era de 181 persones. Hi havia 88 famílies de les quals 33 eren unipersonals (7 homes vivint sols i 26 dones vivint soles), 29 parelles sense fills, 22 parelles amb fills i 4 famílies monoparentals amb fills.
La població ha evolucionat segons el següent gràfic:
Habitants censats

### Habitatges
El 2007 hi havia 131 habitatges, 90 eren l'habitatge principal de la família, 26 eren segones residències i 16 estaven desocupats. 124 eren cases i 7 eren apartaments. Dels 90 habitatges principals, 73 estaven ocupats pels seus propietaris, 16 estaven llogats i ocupats pels llogaters i 1 estava cedit a títol gratuït; 1 tenia una cambra, 6 en tenien dues, 6 en tenien tres, 23 en tenien quatre i 53 en tenien cinc o més. 68 habitatges disposaven pel capbaix d'una plaça de pàrquing. A 39 habitatges hi havia un automòbil i a 38 n'hi havia dos o més.

### Piràmide de població
La piràmide de població per edats i sexe el 2009 era:
| Homes | Edats   | Dones |
| ----- | ------- | ----- |
| 0     | 95 o +  | 0     |
| 0     | 90 a 94 | 0     |
| 0     | 85 a 89 | 0     |
| 4     | 80 a 84 | 0     |
| 12    | 75 a 79 | 12    |
| 8     | 70 a 74 | 4     |
| 8     | 65 a 69 | 16    |
| 0     | 60 a 64 | 4     |
| 8     | 55 a 59 | 4     |
| 12    | 50 a 54 | 4     |
| 4     | 45 a 49 | 12    |
| 8     | 40 a 44 | 12    |
| 0     | 35 a 39 | 4     |
| 12    | 30 a 34 | 8     |
| 16    | 25 a 29 | 4     |
| 0     | 20 a 24 | 4     |
| 0     | 15 a 19 | 16    |
| 16    | 10 a 14 | 12    |
| 12    | 5 a 9   | 8     |
| 4     | 0 a 4   | 0     |

## Economia
El 2007 la població en edat de treballar era de 111 persones, 74 eren actives i 37 eren inactives. De les 74 persones actives 69 estaven ocupades (39 homes i 30 dones) i 5 estaven aturades (1 home i 4 dones). De les 37 persones inactives 16 estaven jubilades, 8 estaven estudiant i 13 estaven classificades com a «altres inactius».

### Ingressos
El 2009 a Chalvraines hi havia 99 unitats fiscals que integraven 207 persones, la mediana anual d'ingressos fiscals per persona era de 16.198 €.

### Activitats econòmiques
Dels 7 establiments que hi havia el 2007, 1 era d'una empresa de fabricació d'altres productes industrials, 2 d'empreses de construcció, 1 d'una empresa de comerç i reparació d'automòbils, 1 d'una empresa de transport, 1 d'una empresa d'hostatgeria i restauració i 1 d'una empresa classificada com a «altres activitats de serveis».
Dels 4 establiments de servei als particulars que hi havia el 2009, 1 era una oficina de correu, 1 funerària, 1 paleta i 1 electricista.
L'any 2000 a Chalvraines hi havia 7 explotacions agrícoles.

## Poblacions més properes
El següent diagrama mostra les poblacions més properes.